# Corbin Strong
Corbin Strong   (Invercargill, 30 d'abril de 2000) és un ciclista neozelandès de carretera i pista, professional des del 2019 i que actualment corre per a l'equip Israel-Premier Tech.
Ha participat als Jocs Olimpics d'estiu de 2024.

## Palmarès en ruta
- 2021
  - 1r a la New Zealand Cycle Classic
- 2022
  - Vencedor d'etapa a la Volta a la Gran Bretanya
- 2023
  - Vencedor d'etapa a la Volta a Luxemburg
- 2024
  - Vencedor d'etapa al Tour de Valònia
  - 1r al Giro del Vèneto
- 2025
  - 1r al Tour de Valònia i vencedor d'una etapa
  - 1r a l'Arctic Race of Norway i vencedor d'una etapa

### Resultats a les Grans Voltes

#### Giro d'Itàlia
- 2025. 96è de la classificació general

#### Tour de França
- 2023. 90è de la classificació general

#### Volta a Espanya
- 2024. No surt a la 18a etapa

## Palmarès en pista
- 2017
  -  Campió de Nova Zelanda en cursa de puntuació júnior
  -  Campió de Nova Zelanda en velocitat per equips júnior
  -  Campió de Nova Zelanda en òmnium júnior
- 2018
  -  Campió del Món en persecució per equips júnior
- 2019
  -  Campió d'Oceania en cursa de puntuació
  -  Campió de Nova Zelanda en cursa de puntuació
  -  Campió de Nova Zelanda en cursa de persecució júnior
- 2020
  -  Campió del Món en cursa de puntuació
  -  Campió de Nova Zelanda en cursa de puntuació
  -  Campió de Nova Zelanda en òmnium
- 2021
  -  Campió de Nova Zelanda en cursa de persecució per equips
- 2022
  - Campió als Jocs de la Commonwealth en scratch
  -  Campió de Nova Zelanda en cursa de puntuació
  -  Campió de Nova Zelanda en cursa d'eliminació